# Abdus Salam
Abdus Salam (Jhang, 29 gennaio 1926 – Oxford, 21 novembre 1996) è stato un fisico pakistano, Premio Nobel per la Fisica nel 1979.

## Biografia
Studente estremamente brillante, a soli 14 anni fu accolto da grandi feste nella sua città natale al suo ritorno dall'esame di immatricolazione portato a termine con le votazioni più alte mai registrate fino ad allora presso l'Università del Punjab di Lahore. Scrisse il suo primo lavoro scientifico quando era uno studente nel 1943, riguardo ad un problema matematico posto dal matematico indiano Srinivasa Aiyangar Ramanujan. Ottenne il PhD nel 1952 all'Università di Cambridge.
Dopo un triennio trascorso a Lahore, dal 1957 fu professore di fisica teorica all'Imperial College of Science and Technology di Londra. Nel 1964 collaborò a fondare a Trieste l'International Centre for Theoretical Physics (ICTP), con l'intento prevalente di favorire la formazione di giovani ricercatori e lo spirito di creare un istituto sovrannazionale che potesse accogliere anche studenti provenienti dal terzo mondo. Sotto la sua direzione (dalla fondazione fino al dicembre 1993), l'istituto divenne rapidamente uno dei centri più importanti della comunità scientifica internazionale. Oggi, l'ICTP è dedicato proprio ad Abdus Salam (il nome è appunto: Abdus Salam International Centre for Theoretical Physics) ed è un prestigioso istituto dedito alla ricerca nei diversi campi di fisica teorica.
Nei quasi 30 anni di lavoro a Trieste imparò un ottimo italiano.

## Ricerca scientifica
Abdus Salam lavorò principalmente nel campo della fisica delle particelle elementari.
Ottenne il premio Nobel nel 1979, insieme a Sheldon L. Glashow e Steven Weinberg, per il suo importante contributo alla teoria dell'interazione elettrodebole, in cui le interazioni elettromagnetiche e nucleare debole vengono descritte in modo unitario, rivelandone la comune natura fisica. Questo risultato costituisce ancora oggi il più alto punto di arrivo nello sforzo di descrivere tutte le forze della natura con una sola teoria.
Una lista completa dei lavori scientifici originali di Abdus Salam può essere trovata sul sito dell'ICTP.
Fu molto sensibile ai problemi della diffusione della cultura scientifica a livello internazionale, operando intensamente per far avanzare la ricerca nei paesi in via di sviluppo.

## Riconoscimenti
- 1962 - Medaglia Maxwell[1]
- 1990 - Medaglia Copley